# Лопес де Романья, Эдуардо
Эдуардо Лопес де Романья (исп. Eduardo López de Romaña; 19 марта 1847, Арекипа — 26 мая 1912, Лима) — перуанский политик, президент Перу с 1899 по 1903 год.

## Биография
Родился в аристократической семье. Обучался в Европе, по возвращении в страну работал инженером, затем в сельском хозяйстве. Вступил в Гражданскую партию Перу.
В 1899 году при поддержке Национальной Коалиционной партии, нового союза, созданного Гражданской и Демократической партиями, был избран на пост президента сроком на четыре года. Первоначально поддержка была оказана его брату Алехандро де Романья, но он отказался в пользу Эдуардо.
В президентство Эдуардо Лопеса де Романья активно развивалось сельское хозяйство, а также горная промышленность. При нём были приняты новые законы для развития экономики, такие, как Промышленный Кодекс, Морской и Торговый кодексы. В его правление был, при участии иностранного капитала, основан Национальный Аграрный Университет.
Во время своего президентства Романья часто сталкивался с попытками государственного переворота в пользу бывшего президента Андреса Авелино Касереса.
Во время президентства Романьи в политической жизни страны появился термин «Аристократическая республика», означавший период правления представителей Гражданской партии Перу, который продолжался до второго президентства Аугусто Легии.